# 大きな人形
『大きな人形』（おおきなにんぎょう、A la gran muñeca）は、ヘスス・ベントゥーラ（Jesús Ventura）作曲のタンゴの楽曲。

## 概要
同じ題名の劇作品『大きな人形のところで』で使われた楽曲であり、1920年の作品である。ミゲル・オセス（Miguel Osés）作詞であるが、歌詞なしで演奏されることが多い曲である。長い間、タンゴ愛好家から忘れられていたが、カルロス・ディサルリ楽団の編曲で1950年頃に再びヒットし、世界のタンゴ愛好家に広く知られるようになる。今日でもよく聴かれるタンゴでもあり、世界中のタンゴ楽団でもよく演奏される曲である。また、日本のタンゴのFM番組のオープニングに採用されたこともある。
YouTube でも数件ある。
1999年のNHKの番組『シャルル・デュトワの若者に贈る音楽事典』で曲の一部が登場する場面があった。

## カヴァー
- フランシスコ・ロムート楽団 (Francisco Lomuto Y Su Orquesta Típica)
- カルロス・ディサルリ楽団 (Carlos Di Sarli Y Su Orquesta Típica)
- エクトル・バレラ楽団 (Héctor Varela Y Su Orquesta)

他